# ディディエ・ギヨーム
ディディエ・ギヨーム（仏: Didier Guillaume, 1959年5月11日 - 2025年1月17日）は、フランスの政治家。2024年からモナコ公国国務大臣（首相格）を務めていたが、2025年に現職のまま死去した。
2018年から2020年まで、同国農業・食料主権大臣を歴任。2004年から2018年まではドローム県上院議員、2014年から2018年まで社会党党首も兼任。2024年にはアルベール2世からモナコ国務大臣に任命された。

## 来歴
元々は財務省官僚として勤務していた。1981年にフランソワ・ミッテランの大統領選挙活動を支援した事を皮切りにギヨームの政治活動は活発化する。1983年にはブール＝ド＝ペアージュ市議会議員に選出される。1998年から2015年までドローム県評議会議長を務めた。
2008年にギヨームは元老院議員に選出され、2011年から2014年まで、ジャン＝ピエール・ベル議長の主宰の下で元老院副議長を務める。2014年総選挙で社会党が過半数を獲得したため、社会党党首を兼任することになった。
2015年の元老院補選で共和党に敗北後、ドローム県評議会議長の座から退任。2017年の大統領選挙の社会党の予備選挙で、マヌエル・ヴァルズの選挙活動の支援団体責任者として支えた。
ステファン・トラベールの後任として、2018年から2020年までエドゥアール・フィリップ政権下でエマニュエル・マクロン大統領から農業・食料主権大臣に任ぜられる。就任後の会見で、食料政策に対して迅速な対応を行うことを公約とした。2020年、共にフィリップ内閣の構成員であるジャン=バティスト・ルモインを相手にビアリッツ市長に立候補すると述べたが、両者は選挙前に立候補を撤回。同年にCOVID-19が発生した最中、ギヨームは外国人労働者が減少したため、失業した市民に農業生産に加わるように声明を出した結果、当時のフランス失業者50,000人が賛同している。
2024年6月10日、モナコ公国国務大臣を務めるピエール・ダルトゥの後任として、9月2日から次期モナコ公国国務大臣に任命されることが発表された。
入院のために一時的に首相の職務が不可能となるため、2025年1月10日にイザベル・ベロ＝アマデイ外相を首相代行に任命したものの、1月17日に死去した。65歳没。